# Reserva Biológica São Camilo
A Reserva Biológica São Camilo é uma unidade de conservação brasileira de proteção integral à natureza localizada no município paranaense de Palotina. Contudo, a área é utilizada pela população da região como local de lazer e visitação, atividades ilegais em uma Reserva Biológica. Com a finalidade compatibilizar o real uso da reserva com a preservação da biodiversidade local, permitindo a visitação, atividades de lazer e educação ambiental, foi recomendada pelo Instituto Ambiental do Paraná (IAP) a recategorização da unidade de conservação como Parque Estadual.

## Histórico
Foi criada através do Decreto nº 6.595, de 22 de fevereiro de 1990.

## Caracterização da área
São Camilo está localizada a pouco mais de 6 km a sudoeste da área central do município de Palotina, às margens do rio São Camilo, na bacia hidrográfica do rio Paraná. Suas coordenadas geográficas são 24°18’00”S e 53°55’30”O à SE, 24°18’00”S e 53°53’30”O à SD, 24°19’30”S e 53°55’30”W à IE e 24°19’30” S e 53°53’30”O à ID. Limita-se ao norte com propriedades rurais, ao sul e a leste com uma estrada municipal e à oeste com o rio São Camilo. O acesso é realizado por estrada de terra, onde existe sinalização para a unidade de conservação (UC) e para o Instituto Agronômico do Paraná (IAPAR), situada nas proximidades. A reserva está inserida no bioma da Mata Atlântica e seu ecossistema é o das floresta estacional semidecidual .
Com uma área de 385,34 ha, São Camilo é uma pequena reserva destinada à preservação da fauna e da flora e à pesquisa científica.
O Decreto nº 5.950, de 31 de outubro de 2006, que visa garantir a melhor utilização do terreno por parte dos agricultores, também estabeleceu algumas regras para o plantio de sementes transgênicas dentro da zona de amortecimento. O decreto determina que a soja transgênica seja cultivada somente a partir de 500 metros de distância, e para o algodão geneticamente modificado a lei determina que ele seja cultivado a uma distância mínima de 800 metros. Esta lei beneficiou os agricultores com propriedades no entorno dos Parques, mas, ao mesmo tempo, essa medida pode resultar em sérios impactos na fauna e na flora.